# Габричідзе Володимир
Володимир Габричідзе (нар. 16 травня 1968, Тбілісі) — радянський і грузинський тенісист і тенісний тренер. Шестиразовий переможець літніх і зимових чемпіонатів СРСР (1 раз в одиночному і 5 в чоловічому парному розряді), член збірних СРСР, СНД та Грузії в Кубку Девіса. Найвищу одиночну позицію світового рейтингу — 140 місце досяг 27 квітня 1992, парну — 184 місце — 12 липня 1993 року.

## Біографія
Почав грати в теніс в 11 років  . У 1985 році в складі збірної Грузії виграв тенісний турнір I Всесоюзних юнацьких спортивних ігор, в тому числі пробившись до фіналу в парному розряді і вигравши мікст з Лейлою Месхі . Виступав за спорттовариство «Динамо». У 1987 і 1988 роках виграв річний чемпіонат СРСР в чоловічому парному розряді (відповідно з Андрієм Ольховським і Олександром Звєрєвим) . У ці ж два роки ставав переможцем зимових чемпіонатів СРСР в парі з Ольховським, а в 1989 році повторив цей успіх з Андрієм Черкасовим. У 1990 році Габричідзе став переможцем зимового чемпіонату СРСР в одиночному розряді .
У 1990 році Габричідзе був викликаний в збірну СРСР на матч Кубка Девіса з іспанцями, в парі з Олександром Волковим програвши в п'яти сетах Еміліо Санчеса і Серхіо Касалья. В цьому ж році виступив у складі збірної СРСР в командному Кубку світу з тенісу, здобувши одну перемогу і зазнавши однієї поразки в парах. У 1992 році з Черкасовим грав за збірну СНД в парній зустрічі проти португальців, а з 1995 року захищав в Кубку Девіса честь збірної Грузії. На індивідуальному рівні виграв в 1989 році « челленджер » в Фюрті (Німеччина) з Дмитром Поляковим, а в 1991 році - «челенджери» в Бангалорі (Індія, в парах) і в Пескарі (Італія, в одиночному розряді). Хоча сам Габричідзе говорив, що вважає за краще швидкі покриття, кращих результатів він домігся на ґрунтових кортах .
Закінчив Грузинський Державний навчальний університет фізичного виховання і спорту, отримавши тренерську ліцензію . У середині 2008 року був призначений капітаном збірної Грузії в Кубку Девіса .

## Титули на челленджерах

### Одиночний розряд: (1)
| Ранг | Рік  | Турнір          | Покриття | Суперник        | Рахунок  |
| ---- | ---- | --------------- | -------- | --------------- | -------- |
| 1.   | 1991 | Пескара, Італія | Ґрунт    | Мартін Стршелба | 7–5, 6–4 |

### Парний розряд: (3)
| Ранг | Рік  | Турнір                  | Покриття | Партнер           | Суперники                           | Рахунок       |
| ---- | ---- | ----------------------- | -------- | ----------------- | ----------------------------------- | ------------- |
| 1.   | 1989 | Фюрт, Західна Німеччина | Ґрунт    | Дмитро Поляков    | Крістіано Каратті Федеріко Мордеган | 6–4, 6–7, 6–4 |
| 2.   | 1991 | Бенгалуру, Індія        | Ґрунт    | Міхня Йон-Нестасе | Шон Сеймур-Коул Мартін Цумпфт       | 2–6, 7–5, 6–3 |
| 3.   | 1991 | Женева, Швейцарія       | Ґрунт    | Мартін Стршелба   | Роберто Аргуельйо Крістіан Мініуссі | 1–6, 6–3, 6–4 |